# Lista de presidentes das Ilhas Marshall

Selo Presidencial das Ilhas Marhsall.

O presidente das Ilhas Marshall é o chefe de estado e o chefe de governo das Ilhas Marshall. Esta é a lista dos presidentes das Ilhas Marshall após a autonomia em 1979. O país recebeu sua independência em 1986. 

## Presidentes das Ilhas Marshall
| Presidente | Presidente        | Mandato                | Mandato                | Partido                   |
| ---------- | ----------------- | ---------------------- | ---------------------- | ------------------------- |
|            | Amata Kabua       | 17 de novembro de 1979 | 20 de dezembro de 1996 | Independente              |
|            | Kunio Lemari      | 20 de dezembro de 1996 | 17 de janeiro de 1997  | Partido Democrático Unido |
|            | Imata Kabua       | 17 de janeiro de 1997  | 10 de janeiro de 2000  | Partido Democrático Unido |
|            | Kessai Note       | 10 de janeiro de 2000  | 14 de janeiro de 2008  | Partido Democrático Unido |
|            | Litokwa Tomeing   | 14 de janeiro de 2008  | 21 de outubro de 2009  | Partido Unido do Povo     |
|            | Rubens Zackhras   | 21 de outubro de 2009  | 2 de novembro de 2009  | Partido Democrático Unido |
|            | Jurelang Zedkaia  | 2 de novembro de 2009  | 10 de janeiro de 2012  | Independente              |
|            | Christopher Loeak | 10 de janeiro de 2012  | 11 de janeiro de 2016  | Independente              |
|            | Casten Nemra      | 11 de janeiro de 2016  | 28 de janeiro de 2016  | Independente              |
|            | Hilda Heine       | 28 de janeiro de 2016  | 13 de janeiro de 2020  | Independente              |
|            | David Kabua       | 13 de janeiro de 2020  | 3 de janeiro de 2024   | Partido Democrático Unido |
|            | Hilda Heine       | 3 de janeiro de 2024   | Presente               | Independente              |